# Юрободалла

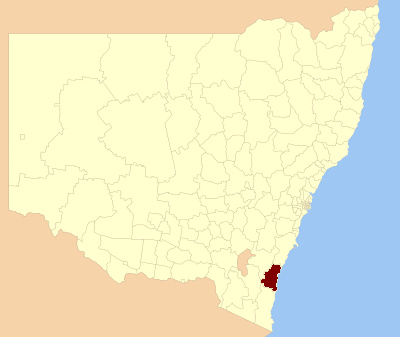
район на карте Нового Южного Уэльса

Графство Юрободалла (англ. Eurobodalla Shire) — район местного самоуправления в штате Новый Южный Уэльс, Австралия, расположенный на берегу моря в юго-восточной части провинции. Занимает территорию 3422 квадратных километра. По переписи 2009 года население Юрободаллы составляло 37 442 человека. Офис местного совета размещается в городе Моруя.

## Состав района

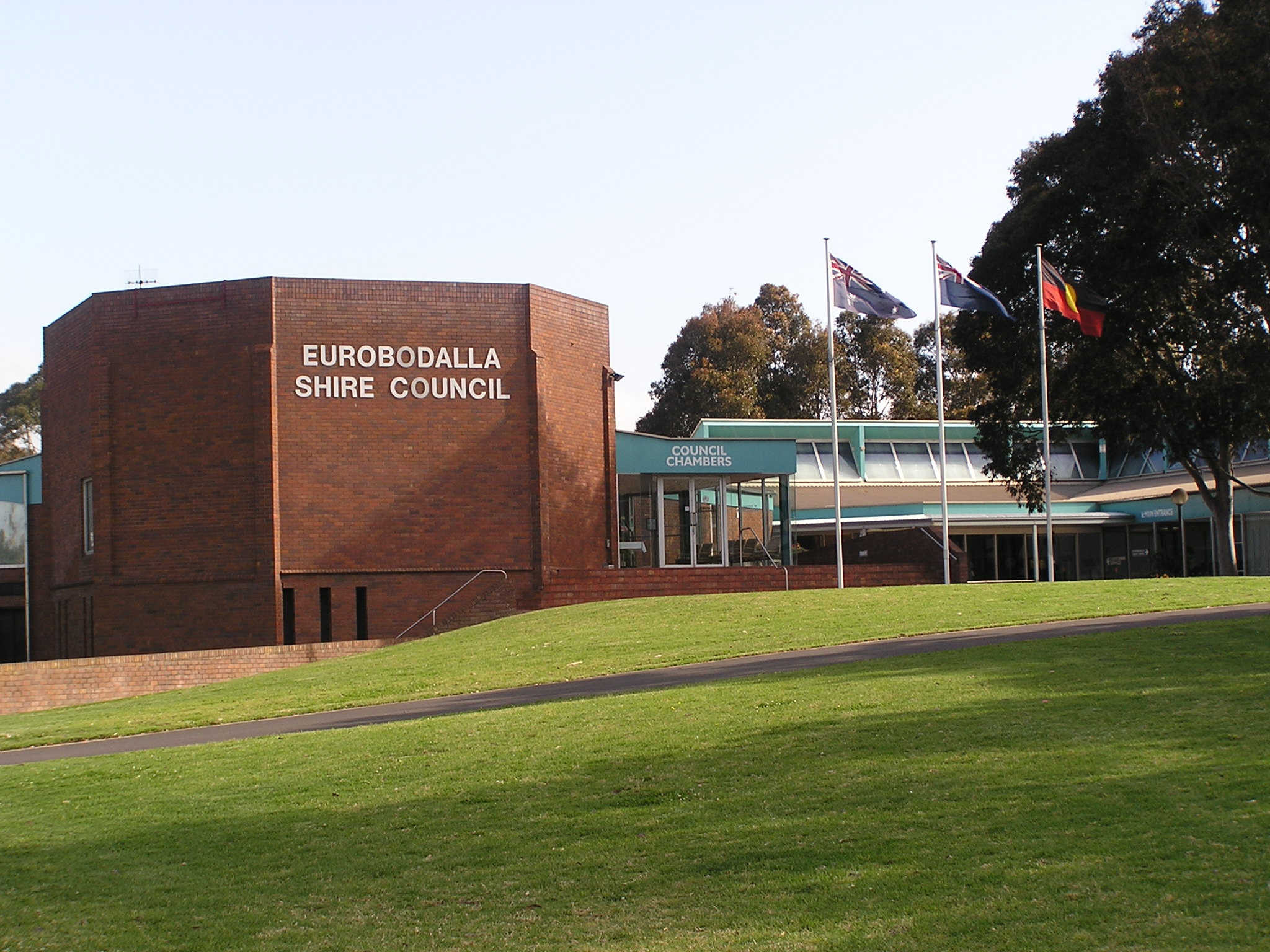
Офис консульства района в Моруйе

В число населённых пунктов района входят города Моруя, Бейтменс-Бей, Нарума, а также ряд небольших посёлков:
- Даррас,
- Неллиген,
- Мого,
- Малуа-Бей,
- Броули,
- Мосси-Пойнт,
- Роздейл,
- Бодалла,
- Потейто-Пойнт,
- Нерригунда,
- Мистери-Бей,
- Сентрал-Тилба,
- Валлага-Лейк-Кури.